# Friedrich Gottlob Born
Friedrich Gottlob Born (* 1743 in Leipzig; † 8. Dezember 1807) war ein deutscher Philosoph und Anhänger Immanuel Kants.
Er promovierte 1783 an der Universität Leipzig und hatte dort ab 1785 eine außerordentliche Professur inne. Ab 1802 war er Geistlicher auf Schloss Weesenstein.
Durch seine 1796 bis 1798 unter dem Titel Opera ad philosophiam criticam in vier Bänden erschienene Übersetzung der kritischen Schriften Kants ins Lateinische leistete er einen Beitrag zu deren Verbreitung im Ausland. Zuvor hatte er von 1789 bis 1791 zusammen mit Johann Heinrich Abicht die Zeitschrift Neues philosophisches Magazin herausgegeben sowie einige philosophische Schriften verfasst:
- De scientia et coniectura specimen metaphysicum (1787)
- Versuch über die ersten Gründe der Sinnenlehre (1788)
- Versuch über die ursprünglichen Grundlagen des menschlichen Denkens und die davon abhängigen Schranken unserer Erkenntniß (1791)
- Immanuelis Kantii Opera ad philosophiam criticam, vom Deutschen ins Lateinische übersetzt (Leipzig: E. B. Schwickert, 1796–98), vier Bände:
  - Immanuelis Kantii Opera ad philosophiam criticam Latine vertit Fredericus Gottlob Born, volumen primum
  - Immanuelis Kantii Opera ad philosophiam criticam Latine vertit Fredericus Gottlob Born, volumen secundum
  - Immanuelis Kantii Opera ad philosophiam criticam Latine vertit Fredericus Gottlob Born, volumen tertium
  - Immanuelis Kantii Opera ad philosophiam criticam Latine vertit Fredericus Gottlob Born, volumen quartum

Außerdem veröffentlichte er ein Deutsch-Lateinisches vollständiges Wörterbuch (Leipzig 1790).